# Сатановский консервный завод
Сатановский консервный завод — предприятие пищевой промышленности в посёлке городского типа Сатанов Городокского района Хмельницкой области.

## История
Сатановский плодоконсервный завод был создан в 1947 году в соответствии с четвёртым пятилетним планом восстановления и развития народного хозяйства СССР на базе старой пограничной заставы.
В конце 1960-х годов основной продукцией предприятия являлись разнообразные плодоовощные консервы, также выпускались компоты, джемы, варенье, соки и безалкогольные напитки.
В целом, в советское время консервный завод входил в число ведущих предприятий посёлка.
В июле 1995 года Кабинет министров Украины утвердил решение о приватизации завода. В дальнейшем, 31 августа 1995 года государственное предприятие было преобразовано в открытое акционерное общество.
В условиях экономического кризиса 1990х годов положение завода осложнилось и в ноябре 1996 года он остановил работу. 17 декабря 1997 года консервный завод, на котором оставалось 17 работников, был передан в аренду на 20 лет и реорганизован в частное предприятие. После завершения ремонта котельной и одного производственного цеха, 18 апреля 1998 года завод возобновил работу и выпустил первую продукцию - столовый уксус.
По состоянию на начало июля 2017 года завод выпускал 49 наименований продукции, производственная мощность предприятия составляла около 25 тыс. шт. банок консервов в сутки.